# The Boy Friend (comédie musicale)
Pour les articles homonymes, voir Boy Friend.
The Boy Friend est une comédie musicale du compositeur britannique Sandy Wilson, créée au Players' Theatre (en) de Londres en 1953. L'année suivante, elle est transférée au Wyndham's Theatre (en), dans le West End, où elle est jouée pendant plus de cinq ans. Elle est ensuite montée à Broadway avec Julie Andrews dans le rôle principal.

## Synopsis
L'action de The Boy Friend se déroule dans les années 1920 sur la Riviera méditerranéenne. La jeune Polly Browne, fille d'un millionnaire britannique, suit des cours dans un pensionnat pour jeunes filles. Elle doit trouver un cavalier pour un bal costumé. Tony, le garçon de courses qui livre son costume est en fait le fils d'un Lord. Les deux personnages, qui tombent amoureux l'un de l'autre, essaient de se cacher leurs origines sociales respectives dans l'espoir d'être aimés pour eux-mêmes,.

## Fiche technique
- Titre original : The Boy Friend
- Livret : Sandy Wilson
- Paroles : Sandy Wilson
- Musique : Sandy Wilson
  - Direction musicale : Stan Edwards
  - Orchestrations : Phil Cardew
- Mise en scène : Vida Hope
- Décors et costumes : Reginald Woolley
- Chorégraphies : John Heawood
- Pays d'origine : Royaume-Uni
- Langue originale : anglais
- Date de première représentation : 14 avril 1953 au Players' Theatre (en) (Londres)
- Nombre de représentations consécutives : 2 084 (dans le West End)

## Distribution originale
- Anne Rogers : Polly Browne
- Anthony Hayes : Tony
- Hugh Paddick (en) : Percival Browne
- Joan Sterndale-Bennett (en) : Mme Dubonnet
- Larry Drew : Bobby van Husen
- John Rutland : Lord Brockhurst
- Beryl Cooke : Lady Brockhurst
- Denise Hirst : Maisie
- Violetta : Hortense
- Marie Charles : Dulcie

## Production
Sandy Wilson écrit The Boy Friend en 1953 pour honorer une commande du Players' Theatre (en) de Londres. Une première version de la comédie musicale est créée le 14 avril 1953. L'auteur la retravaille pour en faire une comédie en trois actes, qui est montée au même endroit en octobre. Elle est transférée en janvier 1954 au Wyndham's Theatre (en), dans le West End. The Boy Friend devient l'un des plus grands succès du théâtre londonien, elle reste à l'affiche pendant plus de cinq ans et connaît 2 084 représentations. L'actrice Anne Rogers, qui interprétait Polly Browne au Players' dans le casting original, reprend le rôle principal. La comédie musicale est mise en scène par Vida Hope et chorégraphiée par John Heawood. En septembre 1954, The Boy Friend est montée au Royale Theatre de New York, où elle est jouée à 485 reprises. La comédie musicale permet à Julie Andrews d'effectuer ses débuts à Broadway.
En janvier 1958, The Boy Friend est jouée à New York au Downtown Theatre dans une mise en scène de Gus Schirmer. Ellen McCown et Bill Mullikin interprètent les rôles principaux. Elle est remontée à Londres en 1967 au Comedy Theatre, avec Cheryl Kennedy (en) et Tony Adams. Au cours des années 2000, la comédie musicale est notamment mise en scène par Julie Andrews. Les décors et les costumes sont réalisés par son ancien mari, Tony Walton. Elle est montée au Goodspeed Opera House (en) en 2005, puis tourne à travers les États-Unis l'année suivante.
En 1964, l'auteur écrit une suite intitulée Divorce Me, Darling!, dont l'action se déroule dix ans plus tard.

## Accueil critique
La comédie musicale est appréciée du public et des critiques, qui comparent Sandy Wilson avec Noël Coward. Son succès assure à son auteur les moyens financiers de subvenir à ses besoins sans devoir travailler.

## Analyse
The Boy Friend parodie les comédies des « Roaring Twenties » dans lesquelles chaque acte se déroule dans un lieu différent. L'action prend ainsi place dans la villa Caprice de Mme Dubonnet, puis sur la plage, et enfin à la terrasse du café Pataplon.

## Adaptation
Le film musical The Boy Friend, adaptation de la comédie musicale par le réalisateur Ken Russell, sort en 1971 avec dans les rôles principaux Twiggy et Christopher Gable.